# Okręg wyborczy Birmingham Erdington
Okręg wyborczy Birmingham Erdington powstał w 1918 r. i wysyłał do brytyjskiej Izby Gmin jednego deputowanego. Okręg został zlikwidowany w 1955 r., ale przywrócono go ponownie w 1974 r. Okręg obejmuje północno-wschodnią część miasta Birmingham.

## Deputowani do brytyjskiej Izby Gmin z okręgu Birmingham Erdington

### Deputowani w latach 1918–1955
- 1918–1929: Arthur Steel-Maitland, Partia Konserwatywna
- 1929–1931: Charles James Simmons, Partia Pracy
- 1931–1936: John Frederick Eales, Partia Konserwatywna
- 1936–1945: John Allan Cecil Wright, Partia Konserwatywna
- 1945–1955: Julius Silverman, Partia Pracy

### Deputowani po 1974
- 1974–1983: Julius Silverman, Partia Pracy
- 1983–2001: Robin Corbett, Partia Pracy
- 2001–2010: Siôn Simon, Partia Pracy
- 2010-2022: Jack Dromey, Partia Pracy
- od 2022: Paulette Hamilton, Partia Pracy